# هورای
هورای (به یونانی: Ὧραι) در اسطوره‌های یونان فصل‌های سال هستند.
دختران زئوس و تمیس بودند. اگرچه نام‌شان از نظر لغوی به معنی ساعت‌های روز است اما در اساطیر یونان به معنای فصل‌های سال هستند. هورای معمولاً سه تا ذکر می‌شدند، تالو (بهار)، کارپو ( پائیز و برداشت محصول)، آوکسو (تابستان، افزایش). هزیود به آن‌ها نام‌های اخلاقی می‌دهد: ائونومیا (نظم و قانون)، دیکه (عدالت) و ایرنه (صلح). هورای از نگهبانان آسمان بودند و ابرها را از دروازهٔ المپ می‌راندند.